# Attila Vajda
Attila Vajda (Szeged, 17 de marzo de 1983) es un deportista húngaro que compitió en piragüismo en la modalidad de aguas tranquilas.
Participó en tres Juegos Olímpicos, entre las ediciones de los años 2004 y 2012, obteniendo en total dos medallas, oro en Pekín 2008 y bronce en Atenas 2004, ambas en la prueba de C1 1000 m. En los Juegos Europeos de Bakú 2015 consiguió una medalla de bronce.
Ganó nueve medallas en el Campeonato Mundial de Piragüismo entre los años 2006 y 2014, y cuatro medallas en el Campeonato Europeo de Piragüismo entre los años 2007 y 2014.

## Palmarés internacional
| Juegos Olímpicos   | Juegos Olímpicos       | Juegos Olímpicos  | Juegos Olímpicos |
| Año                | Lugar                  | Medalla           | Competición      |
| ------------------ | ---------------------- | ----------------- | ---------------- |
| 2004               | Atenas (Grecia)        | Medalla de bronce | C1 1000 m        |
| 2008               | Pekín (China)          | Medalla de oro    | C1 1000 m        |
| Campeonato Mundial |                        |                   |                  |
| Año                | Lugar                  | Medalla           | Competición      |
| 2006               | Szeged (Hungría)       | Medalla de bronce | C1 1000 m        |
| 2007               | Duisburgo (Alemania)   | Medalla de oro    | C1 1000 m        |
| 2009               | Dartmouth (Canadá)     | Medalla de plata  | C1 4 × 200 m     |
| 2010               | Poznań (Polonia)       | Medalla de plata  | C1 1000 m        |
| 2011               | Szeged (Hungría)       | Medalla de oro    | C1 1000 m        |
| 2013               | Duisburgo (Alemania)   | Medalla de oro    | C1 1000 m        |
| 2013               | Duisburgo (Alemania)   | Medalla de plata  | C1 5000 m        |
| 2014               | Moscú (Rusia)          | Medalla de bronce | C1 1000 m        |
| 2014               | Moscú (Rusia)          | Medalla de plata  | C1 5000 m        |
| Juegos Europeos    |                        |                   |                  |
| Año                | Lugar                  | Medalla           | Competición      |
| 2015               | Bakú (Azerbaiyán)      | Medalla de bronce | C1 1000 m        |
| Campeonato Europeo |                        |                   |                  |
| Año                | Lugar                  | Medalla           | Competición      |
| 2007               | Pontevedra (España)    | Medalla de oro    | C1 1000 m        |
| 2009               | Brandeburgo (Alemania) | Medalla de oro    | C1 1000 m        |
| 2009               | Brandeburgo (Alemania) | Medalla de bronce | C1 4 × 200 m     |
| 2014               | Brandeburgo (Alemania) | Medalla de plata  | C1 1000 m        |